# سيزار دياث مارتينيث
سيزار دياز مارتينيز (ولد في 5 يناير 1987 في فيلاماليا، ألباسيتي، كاستيا-لا مانتشا) هو لاعب كرة قدم محترف إسباني، يلعب لنادي يو دي مليليا في دوري الدرجة الثانية الإسباني، في مركز المهاجم.

## وصلات خارجية
- سيزار دياث مارتينيث على موقع قاعدة بيانات كرة القدم.إي يو (الإنجليزية)
- سيزار دياث مارتينيث على موقع Soccerbase.com (لاعب) (الإنجليزية)
- سيزار دياث مارتينيث على موقع Soccerway.com (الإنجليزية)
- سيزار دياث مارتينيث على موقع عالم كرة القدم.نت (الإنجليزية)
- سيزار دياث مارتينيث على موقع AS.com (الإسبانية)

- BDFutbol profile
- Futbolme profile (بالإسبانية)
- Lapreferente profile (بالإسبانية)